# 로즈마일
로즈마일(1997년 4월 7일 ~)은 대한민국의 가수다. 2017년 싱글 앨범 [장선영 (J;NA) 제이나]로 데뷔했다.

## 방송
- 슈퍼스타K 2016 (2016) - Top40

## 음반
- 장선영 (J;NA) 제이나 (2017)
- 시간여행 (2018)
- 만 열아홉 (2019)
- 오솔길 (2020)
- 뭐였더라 (2021)
- 호감 (Crush On You) (2022)
- 내 생각이 났대 (2022)
- MY 1 EXCEPTION (2023)

## 기타
- 포이트리 & 김현철 <이제 와 이런 얘기> - 피처링
- 윤수 <2BEERS (To Be Us)> (2022) - 피처링
- 나찰 <SHYDAD> (2022) - 피처링, 작사, 작곡
- 포이트리 <꼬여버렸어> (2021) - 보컬 참여, 작사
- 포이트리 <Better> (2021) - 보컬 참여